# Schatten der Helden (Film)
Schatten der Helden ist ein deutsches Fernsehspiel von 1960. Unter der Regie von Michael Kehlmann wird darin das gleichnamige Drama Schatten der Helden von Robert Ardrey inszeniert, das die politischen Ereignisse in Ungarn vor und während des Ungarischen Volksaufstandes darstellt.

## Handlung
Im Jahr 1944 müssen sich die kommunistischen Widerstandskämpfer János Kádár, László Rajk und dessen Ehefrau Julia Rajk vor den regierenden Faschisten verstecken. László Rajk erhält den Auftrag, sich hinter die sowjetischen Linien durchzuschlagen, um beim Aufbau einer neuen ungarischen Arbeiterpartei zu helfen. Dabei wird das Ehepaar Rajk festgenommen und in ein deutsches Konzentrationslager deportiert. Nun nimmt Kádár die Kontaktanbahnung zu den Sowjets. 
Nach dem Ende des Zweiten Weltkrieges können die Rajks nach Ungarn zurückkehren, sie bekommen ein Kind, dessen Taufpate Kádár wird. László Rajk wird Innenminister der neu gegründeten Volksrepublik Ungarn, lebt aber weiter ein einfaches Leben. Die Parteiführung kritisiert ihn dafür, dass er nicht, wie andere Regierungsmitglieder, in eine Villa umzieht und andere Privilegien in Anspruch nimmt. Später gibt man ihm das Amt des Außenministers, und er gibt nach und zieht in eine Villa.
Kádár, der ihn als Innenminister abgelöst hat, warnt Rajk, dieser könne bei der Parteiführung und bei der Führung der Sowjetunion in Ungnade fallen. Und tatsächlich werden die Rajks kurz darauf festgenommen, unter dem Vorwand, László habe mit dem jugoslawischen Staatschef Tito kollaboriert. Sein Sohn László Rajk jr. wird unter einem falschen Namen in ein Waisenhaus gegeben. Nachdem man vergeblich versucht hat, aus Rajk ein falsches Geständnis herauszufoltern, besucht ihn Kádár in seiner Zelle: Er verspricht Rajk, dass man, im Fall eines Geständnisses, seine Hinrichtung nur vortäuschen, ihn tatsächlich aber unter falschem Namen mit seiner Familie in die Sowjetunion ausreisen lassen werde. Rajk gesteht und wird trotz Kádárs Versprechen hingerichtet. Julia wird freigelassen, erhält ihren Sohn zurück und lebt mit ihm unter ärmlichen Verhältnissen in Budapest. Kádár besucht sie und gesteht den Betrug an Rajk: er habe im Auftrag der Partei handeln müssen.
Als sich nach Stalins Tod und Chruschtschows Machtübernahme die politische Lage etwas entspannt, wird Julia eingeladen, im Petőfi-Kreis, einem Diskussionsklub von Schriftstellern und Intellektuellen, über ihre Lebenssituation frei zu sprechen. Sie nutzt diese Rede, um die Partei wegen des Todes ihres Ehemannes anzuklagen.
Bei einer Sitzung des Zentralkomitees versucht man, Kádár die alleinige Verantwortung für seinen Betrugs an Rajk zu geben und ihn damit zu entmachten. Durch eine Tonbandaufnahme des Gesprächs zwischen Kádár und Rajk in Rajks Zelle wird aber belegt, dass das ganze Zentralkomitee von Rajks Unschuld wusste, Kádár also tatsächlich auf Parteibefehl handelte.
Später überbringt der stellvertretende Parteichef Ernő Gerő Julia die Nachricht, dass Rajk von der Parteiführung rehabilitiert wurde. Er soll ein Staatsbegräbnis bekommen, und Julia besteht darauf, dass dieses öffentlich und nicht nur im engen Partei- und Freundeskreis stattfindet. Als dann am Trauerzug 250.000 Menschen teilnehmen (obwohl das Begräbnis nicht in den Medien angekündigt wurde), wird dies zum entscheidenden Ereignis im Vorfeld des Ungarischen Volksaufstandes, der am 23. Oktober 1956 ausbricht.
Julia glaubt, sich unter der neuen Regierung von Imre Nagy endlich frei fühlen zu können. Kurz darauf aber schlägt die Sowjetarmee den Volksaufstand nieder, Julia muss mit ihrem Sohn und anderen Oppositionellen in die jugoslawische Botschaft flüchten. Kádár, der sein Gewissen immer mehr gegen strikte Linientreue gegenüber der Sowjetführung eingetauscht hat, wird von den Sowjets als neuer Ministerpräsident eingesetzt. Er verspricht den Flüchtlingen in der Botschaft freies Geleit, lässt sie dann aber doch festnehmen. Das Stück endet mit der Erklärung, dass Julia Rajk immer noch gefangen ist.

## Stil
Der Film versucht, sich so genau wie möglich an den damals bekannten historischen Tatsachen zu orientieren. Ein Erzähler, der quasi den Autor selbst auf der Bühne repräsentiert, stellt zwischen einzelnen Szenen die historischen Zusammenhänge dar und betont bei einzelnen Szenen, dass diese laut Zeugenaussagen oder Dokumenten tatsächlich so stattgefunden haben.

## Produktion
Der Film wurde vom Bayerischen Rundfunk produziert und am 28. April 1960 zum ersten Mal ausgestrahlt.

## Rezeption
„Diese Inszenierung hat auf die Leute damals wirklich großen Eindruck gemacht. Für die damalige Ostzone, also die DDR, galt das am meisten, aber auch im restlichen Deutschland waren die Leute beeindruckt. In Wien, wohin das Stück ebenfalls übertragen worden ist, tanzten und sangen viele Ungarn, die nach der Revolution nach Wien geflüchtet waren, auf der Straße. Sie freuten sich darüber, dass das im Westen und dort gerade im Fernsehen erneut zum Thema wird und dass ihr Schicksal, also das Schicksal der Ungarn und auch der ungarischen revolutionären Führung, zum Gegenstand einer sehr spannenden Erzählung geworden ist.“